# Strandhalle (Langeoog)

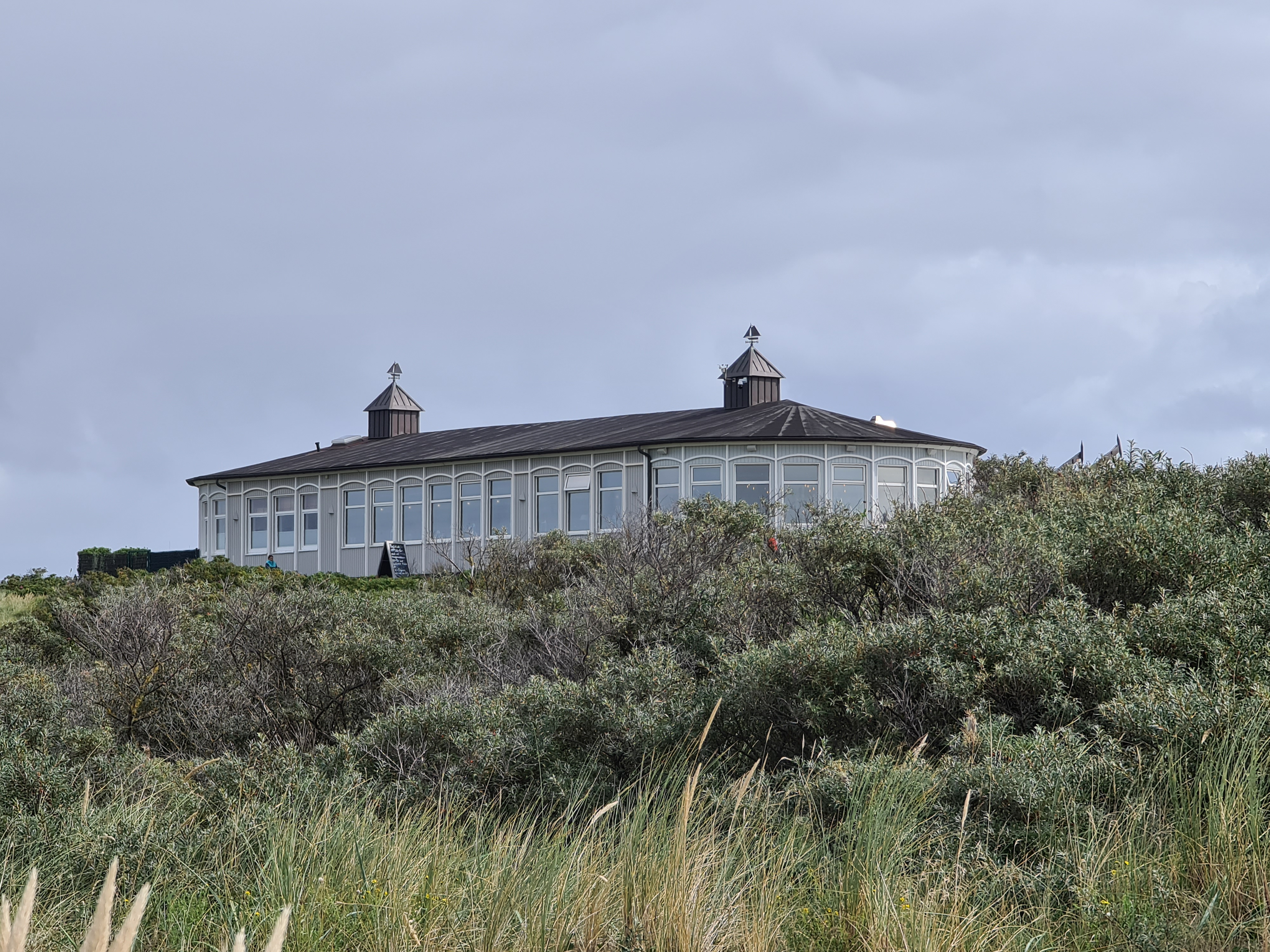
Strandhalle vom Strandeingang aus gesehen (2020)

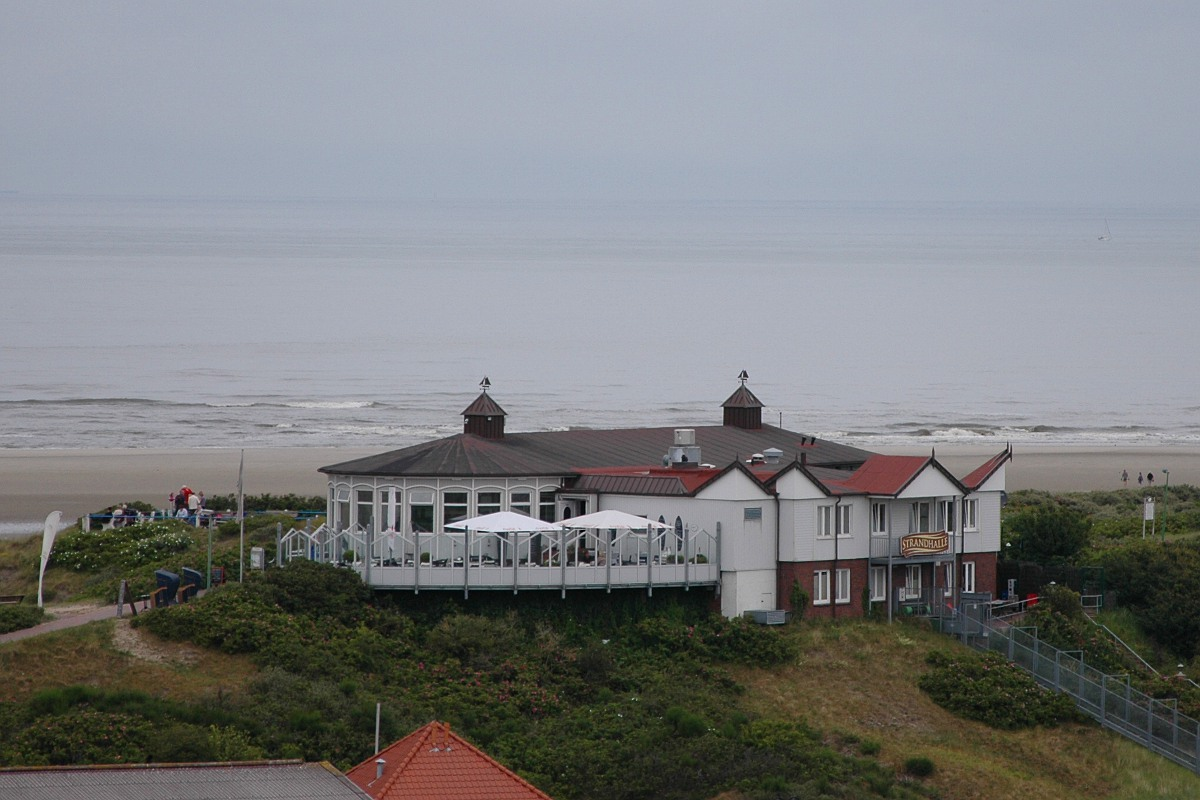
Strandhalle vor Strand und Meer (2011)

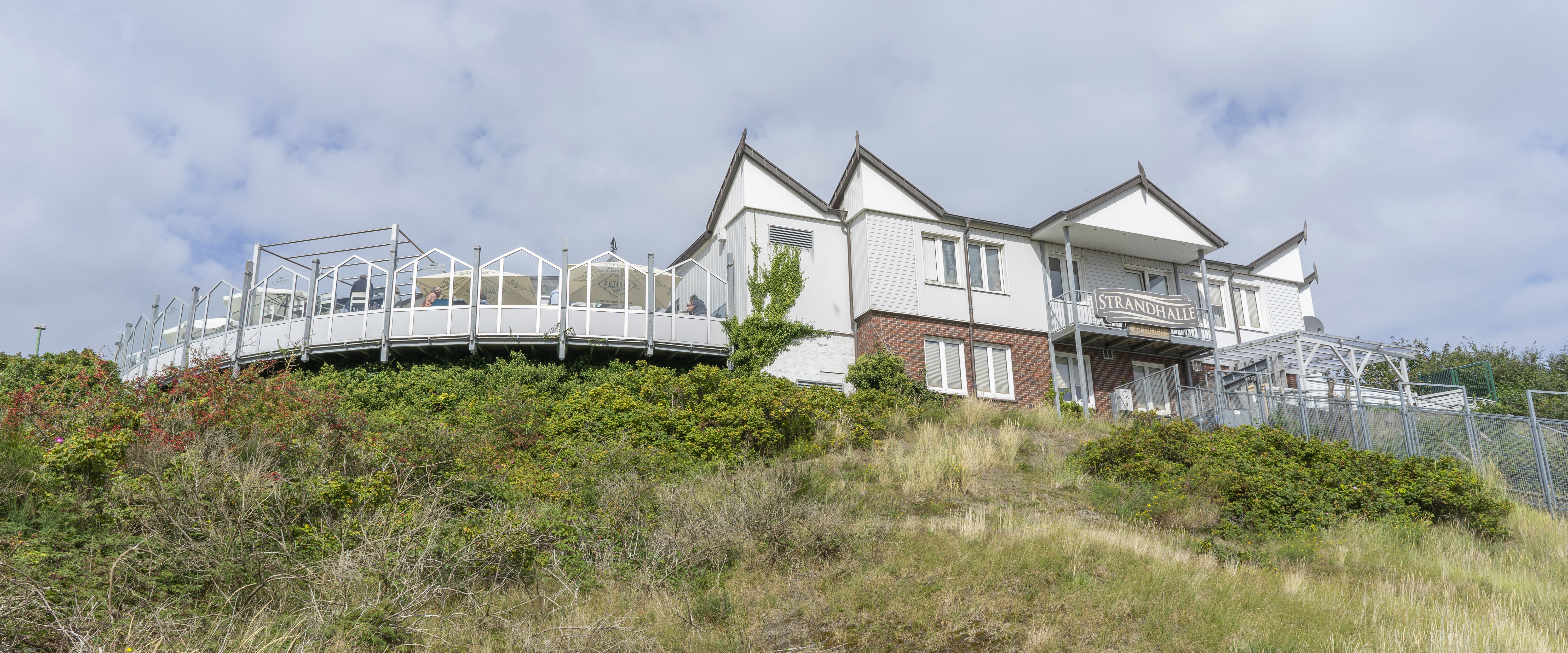
Strandhalle gesehen vom Kavalierspad (2020).

Die Strandhalle ist ein Bauwerk auf der deutschen Nordseeinsel Langeoog.
Das 1954 errichtete Gebäude befindet sich auf der höchsten Erhebung der Langeooger Höhenpromenade, einer 23 Meter hohen Düne namens Punschdüne. Zuvor existierten bereits fünf Vorgängerbauten in leichterer Bauweise an anderer Stelle der Insel, die jedoch jeweils durch Naturgewalten zerstört wurden. Das auf Steinfundamenten errichtete Gebäude wurde unter anderem von Heinz Wiebecke (1917–1989), dem Schwiegervater des Malers Anselm Prester betrieben. Wiebecke hatte das Gebäude 1960 gekauft. Es wurde 1970 mit Lastenaufzug und einer zusätzlichen Treppe versehen und 1978 renoviert. Das Bauwerk hat durch seine exponierte Stellung eine das Erscheinungsbild der Insel beeinflussende Wirkung und bietet einen Panoramablick über die Landschaft. Die Strandhalle beherbergt ein Restaurant und Café, das im Jahr 2008 den Carlsberg-Preis als „Beste Kneipe 2008“ erhielt. Betreiber war seit 2006 die Frau Birgit Kolb-Binder.
Nachdem bereits in den Jahren 2020 und 2021 aufgrund der COVID-19-Pandemie große Einbußen bei Personal und Umsatz den Betrieb erschwerten, ist das Restaurant seit der Saison 2022 vollständig geschlossen.